# Нерривик
Нерривик — в мифологии эскимосов Аляски, море-матерь и подательница пищи эскимосскому народу. Покровительница рыболовов и охотников. В Канаде она была известна также как Седна или Арнапкапфаалук, а в Гренландии — Арнакуагсак. Возможно, имя происходит от негивик (ныгивик) — «мясное блюдо», «место для мяса» — во всяком случае, такое имя используется для Седны.
Другими написаниями являются Ниривик или Наравик (также название города в Норвегии).